# 令狐野
令狐野（1909年—2015年3月29日），乳名四祥，谱名智昶，号野，山西省平陆县常乐镇洪阳村人，药学专家，中华人民共和国成立前，曾任陕甘宁边区医院医务科长。是中共高官令政策、令计划的父亲。被认为与中共元老薄一波过从甚密，亦与常芝青交好。

## 生平
1909年生。其父为当地中医令狐益三，有四子一女，名分别是新颖、新吉、吉祥、四祥和五经，其中令狐野为第四子。青年时跟着父亲学医，后投奔远在西安的表姐学西医疗法。归来后，令狐野在村里开药铺、设门诊，又学习西医模式加入了挂号程序。
1938年11月，陕甘宁边区医院（前中央苏维埃医院）迁至东二十里铺，调欧阳竞为院长，翁祥初为协理员。令孤野任医务科长，期间与后来为中华人民共和国副主席的汪东兴长期共事。1939年6月15日，任边区医院院务委员会委员。1940年2月，边区卫生材料厂创办，令狐野主持1941年1月，边区卫生材料厂成立，由李常春任厂长，令狐野任副厂长。下设化验制造科，令狐野兼任科长。同月，成立陇东及三边分区卫生所，令狐野任所长兼医生。1941年5月1日，光华制药厂和边区卫生材料厂合并，改称光华制药总厂，梁金生任厂长，令狐野、劳冬任副厂长，厂址迁往延安新市场后沟。1942年1月22日，被延安光华制药厂特派到庆阳筹备成立地方医院。20世纪50年代中期至60年代初，任陕西省华清干部疗养院副院长。
2002年为纪念平型关大捷题词。2009年9月30日，《运城日报》头版刊登新闻“市委书记高卫东看望慰问享受副省长级医疗待遇的离休干部令狐野”。这是令狐野唯一一次公开出现在运城当地的报道中。2015年3月29日，令狐野去世，享年105岁。

## 子女
令狐野前后有过两任妻子。第一任与他同乡，两人婚后育有一女；第二任在延安认识，对方为边区的医护人员，两人育有四子一女：
- 长子令方针（1950年－1977年），1977年在擦玻璃时从高处坠落丧生；
- 次子令政策（1952年－）；
- 三女令狐路线（1954年－）；
- 四子令计划（1956年－）；
- 長孫：令谷。
- 五子令完成（1960年－）。

四子一女的姓氏除令狐路线外全部从“令狐”简化为“令”。
令政策曾向记者透露自己名字的由来：父亲当年特别喜欢看报纸，他们出生时，父亲就地取材，在报纸上找一些当时见报率较高的词汇如路线、政策、方针等为他们取名。